# Foshan
Foshan (em chinês 佛山) é uma cidade da República Popular da China, localizada na província de Cantão. Em 2012, tinha uma população de aproximadamente 7,2 milhões de pessoas.